# Элиот, Уильям, 2-й граф Сент-Джерманс
Уильям Элиот, 2-й граф Сент-Джерманс (англ. William Eliot, 2nd Earl of St Germans; 1 апреля 1767 — 19 января 1845) — британский дипломат и политик.

## Биография
Родился 1 апреля 1767 года в Порт-Элиоте, Корнуолл. Третий сын Эдварда Крэггса-Элиота, 1-го барона Элиота (1727—1804), и его жены Кэтрин (урождённой Эллистон). Он получил образование в Пембрук-колледже в Кембридже, получив степень магистра в 1786 году. Он служил офицером в ополчении Восточного Корнуолла.
С ноября 1791 по 1793 год он был секретарем дипломатической миссии в Берлине, с 1793 по 1794 год — секретарем посольства и полномочным министром в Гааге, а с 1796 года — полномочным министром при Курпфальце и в Ратисбонском сейме.
Уильям Элиот, будучи членом консервативной партии, заседал в Палате общин Великобритании от Сент-Джерманса с 1791 по 1802 год и от Лискирда с 1802 по 1823 год. Он служил лордом Адмиралтейства с 1800 по 1804 год и парламентским заместителем государственного секретаря по иностранным делам с 1804 по 1805 год, и один из лордов-комиссаров казначейства с 1807 по 1812 год.
В 1823 году он сменил своего старшего брата на посту 2-го графа Сент-Джерманса и вошёл в Палату лордов.

## Семья
Лорд Сент-Джерманс был женат четыре раза. В ноябре 1797 годаref name=acad/> в Трентэме, Стаффордшир, он женился первым браком на леди Джорджиане Огасте Левесон-Гоуэр (13 апреля 1769 — 24 марта 1806), дочери Гренвиля Левесона-Гоуэра, 1-го маркиза Стаффорда. У них был сын и три дочери:
- Эдвард Гренвиль Элиот, 3-й граф Сент-Джерманс (29 августа 1798 — 7 октября 1877), женат на леди Джемайме Корнуоллис, дочери Чарльза Корнуоллиса, 2-го маркиза Корнуоллиса
- Леди Кэролайн Джорджина Элиот (27 июля 1799 — апрель 1865)
- Леди Сьюзен Кэролайн Элиот (12 апреля 1801 — 15 января 1835), муж с 1824 года Генри Лайгон, 4-й граф Бошан
- Леди Шарлотта София Элиот (28 мая 1802 — 8 июля 1839), она вышла замуж в 1825 году за преподобного Джорджа Мартина, от брака с которым у неё было шестеро детей.

13 февраля 1809 года в Хейтсбери, Уилтшир, Уильям Эллиот женился вторым браком на Летиции А’Корт (9 августа 1778 — 10 января 1810), дочери полковника сэра Уильяма Пирса Эша А’Корта, 1-го баронета, и Летиции Уиндем, от брака с которой у него не было детей.
7 марта 1812 года в доме графа Поуиса на Беркли-сквер в Лондоне он женился в третий раз на Шарлотте Робинсон (1790 — 3 июля 1813), дочери генерал-лейтенанта Джона Робинсона и достопочтенной Ребекки Клайв. Третий брак оказался бездетным.
20 августа 1814 года в Уолтоне, Уорикшир, лорд Уильям Элиот женился в четвёртый раз на Сьюзен Мордаунт (15 сентября 1779 — 5 февраля 1830), дочери сэра Джона Мордаунта, 7-го баронета, и Элизабет Проуз. Их брак также был бездетным.
Лорд Сент-Джерманс скончался в Порт-Элиоте в 1845 году, и ему наследовал его единственный сын Эдвард.